# カッシミウト
カッシミウト（グリーンランド語: Qassimiut）は、グリーンランド南部クヤレックにある村。同国最小の自治体である。人口は14人（2024年）で、減少傾向にある。
商業施設としては、雑貨店であるPilersuisoqのみが地元の了解を得て展開している。